# Булино језеро
Булино језеро се налази на планини Kукавици у подножју вулканске купе Облик, на подручју села Белановце, општина Владичин Хан.
По предању, један турски караван се повлачио са ових простора. Чинили су га Турци, њихове жене „буле” и муле натоварене златом. Док су прелазили преко овог језера, потонуо је читав караван, као у живом блату. Данас је Булино језеро обрасло травом, која успева само на мочварној подлози.
Стајањем на површини овог језера, када постоји формирана блатна покорица, може се осетити покретање воде испод површине.